# Compartiment nº6
Compartiment nº6 (títol original, Hytti nro 6) és una pel·lícula dramàtica del 2021 coproduïda internacionalment, coescrita i dirigida per Juho Kuosmanen, protagonitzada per Seidi Haarla i Iuri Borisov, i basada en la novel·la homònima del 2011 de Rosa Liksom. S'ha subtitulat al català.
El film va ser seleccionat per a competir per la Palma d'Or al 74è Festival Internacional de Cinema de Canes, en què va compartir el Gran Premi amb A Hero d'Asghar Farhadi. Durant el Festival de Canes, Sony Pictures Classics va comprar els drets de distribució de la pel·lícula per a Amèrica del Nord, Amèrica Llatina, Europa de l'Est, el sud-est asiàtic i l'Orient Mitjà. Anteriorment, de totes les pel·lícules finlandeses, la companyia només havia distribuït Mies vailla menneisyyttä d'Aki Kaurismäki.

## Argument
Viatjant amb tren de Moscou a Múrmansk per a estudiar els petròglifs de Kanozero, a l'illa d'un llac al sud-oest a la península de Kola, una estudiant d'arqueologia finlandesa fa amistat amb un rude miner rus.